# RMLグループ
RMLグループ（英語: RML Group）とは、モータースポーツおよびハイパフォーマンスエンジニアリングを主要事業とする企業。正式名称はレイ・マロック株式会社（レイ・マロック・リミテッド、英語: Ray Mallock Ltd.）。イギリスのノーサンプトシャー州ウェリングバラに拠点を置く。1984年創業。

## 概要

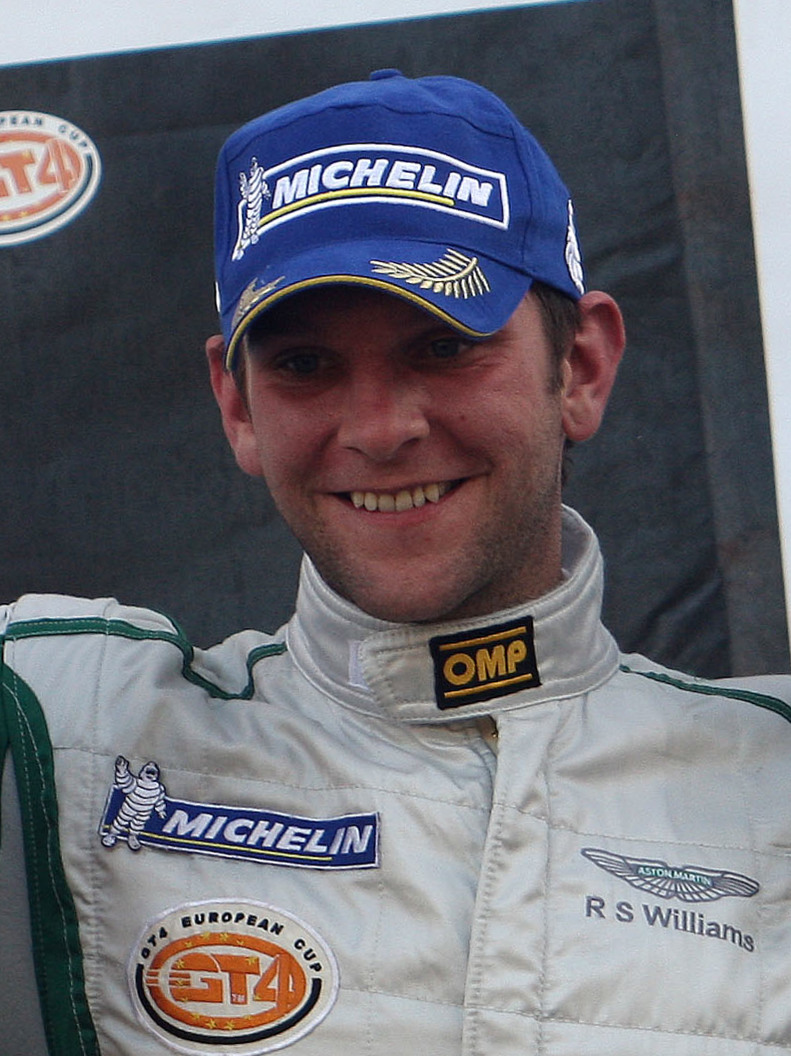
現CEOマイケルのレーサー時代（2010年スパのGT4レースの表彰台にて）

マロック一族は1936年にアーサー・マロック（1918-1993）がオースチン・7をベースとするマシンでレースに出場して以来、ジャンルを問わず長らくモータースポーツに関わってきた。アーサーは1958年にレーシングカーコンストラクターの「マロック・スポーツ」を設立。同社の製作したマシンはいずれも姓に由来する「Mk」が与えられた。最初に発売したクラブレーサーのU2 Mk1は、ハーベイ・ポスルスウェイト、マックス・モズレーやパトリック・ヘッドなどの多くの英国人ドライバー・エンジニアたちの初期キャリアを支えた。その後もフロントエンジンのフォーミュラカー（F2・F3など）や、BMCやトライアンフ、フォードといった英国車のコンポーネントを流用したオープントップのプロトタイプレーシングカーなどを多数生産した。
1970年代にリチャードとレイの兄弟もまた、「Mk」の名を冠したマシンで活躍。リチャードは妻のスーと息子のチャールズと共に父の遺したマロック・スポーツを継承し、レイはアストンマーチンのグループCプログラム入りを目指して欧州F2選手権や英国F1選手権で経験を積んだ。アストン入りを果たした後にレイはレーシングカーのエンジニアリングを学び、その後設立したのがRMLである。
設立以降RMLはスポーツカー、ツーリングカー、ラリーなどの幅広いカテゴリへのチームとしての参戦及びマシン開発・供給、さらには高性能ロードカーの開発も手掛けている。2011年にはレーシングドライバー業から引退した、レイの息子マイケルが後を継いで経営を担っている。
英国のチームだけに英国のメーカーやコンストラクターたちと提携することが多いが、日本メーカーともしばし関わりを持っている。特に日産自動車はル・マンやBTCCなどで直接のワークス活動を担ったり、複数の市販車のチューニングカーが発売されたりと縁が深い。

## スポーツカーレース

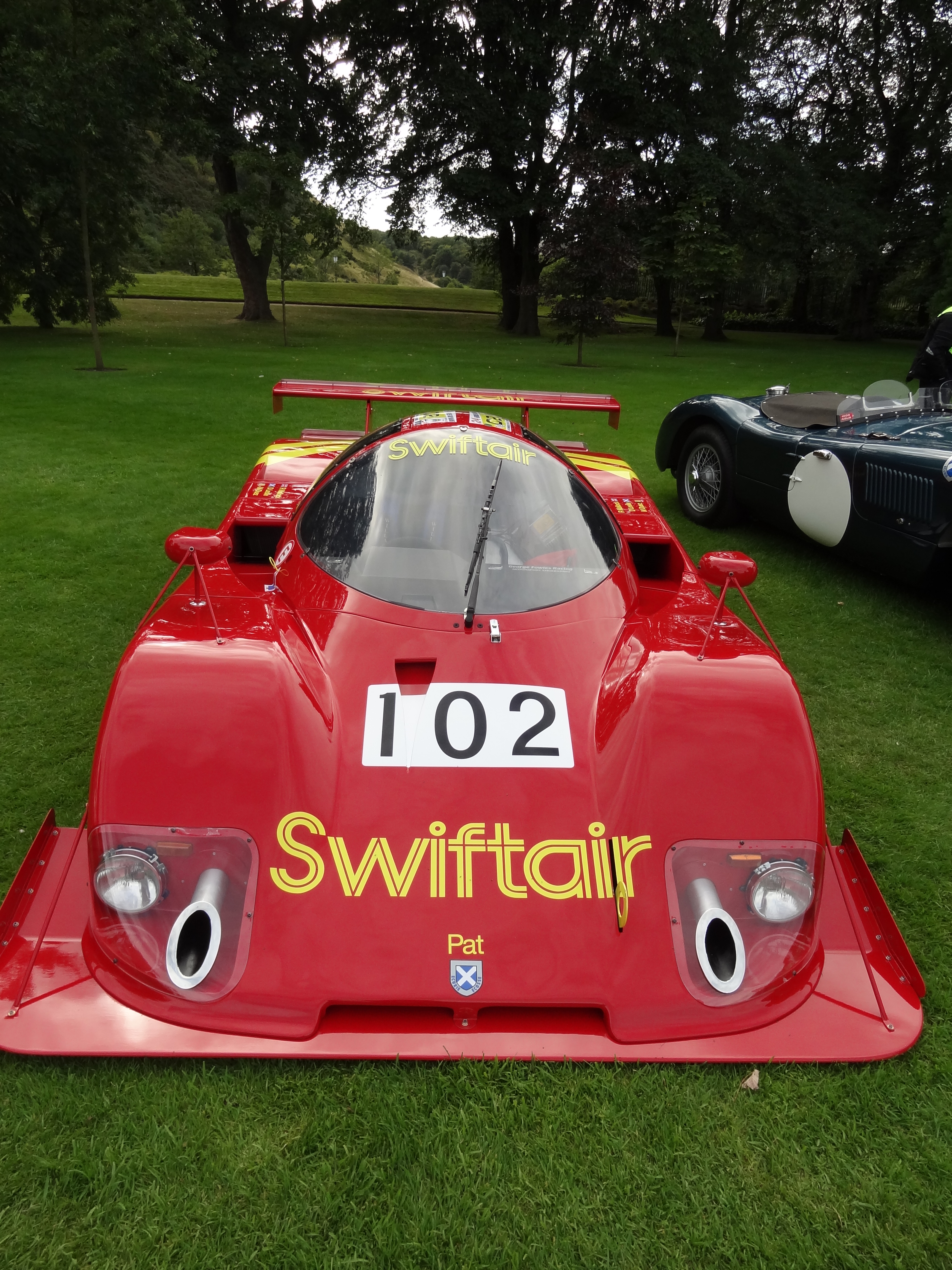
エキュリー・エコッセ・C286（1986年仕様）

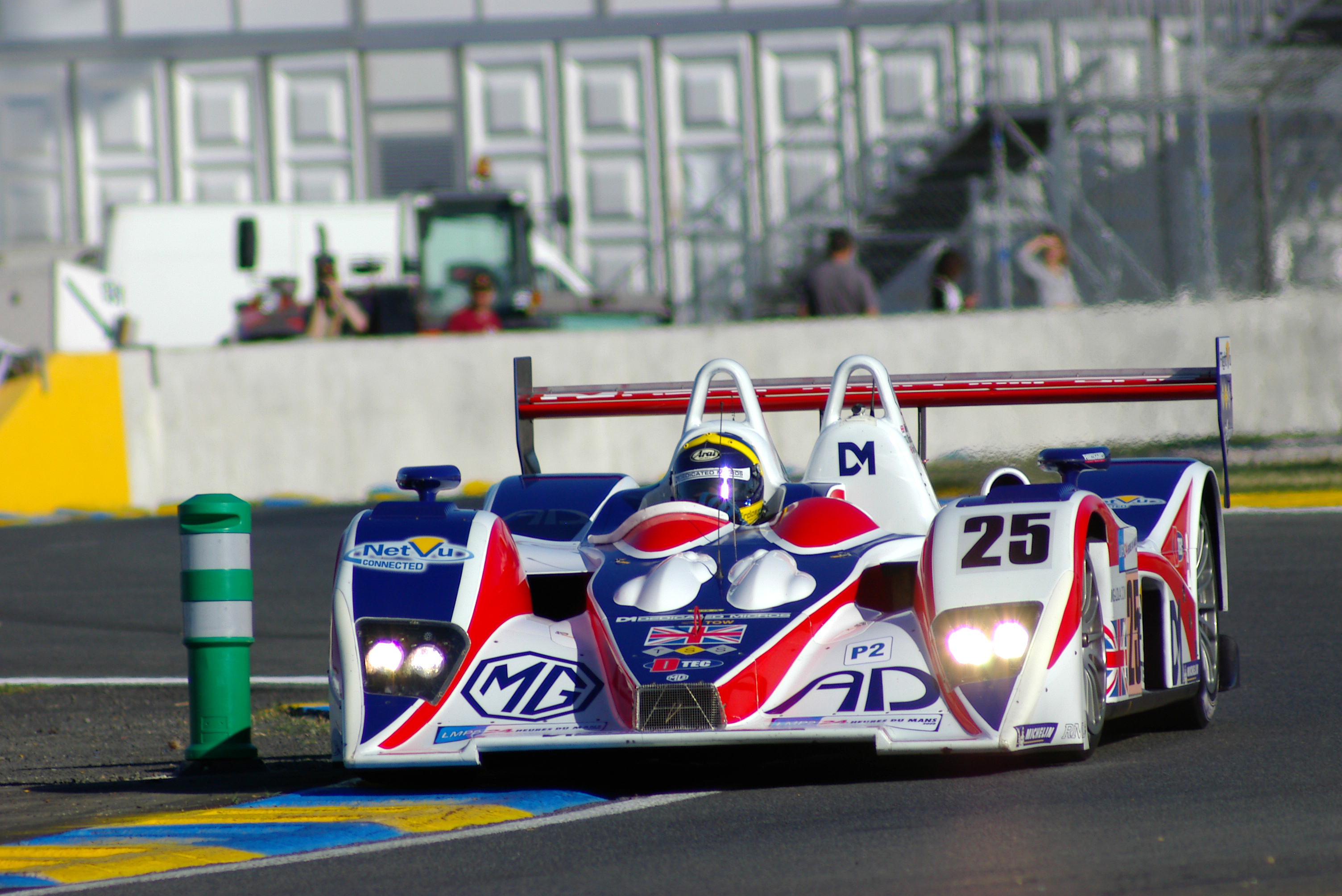
MG-ローラ・EX265（2008年）

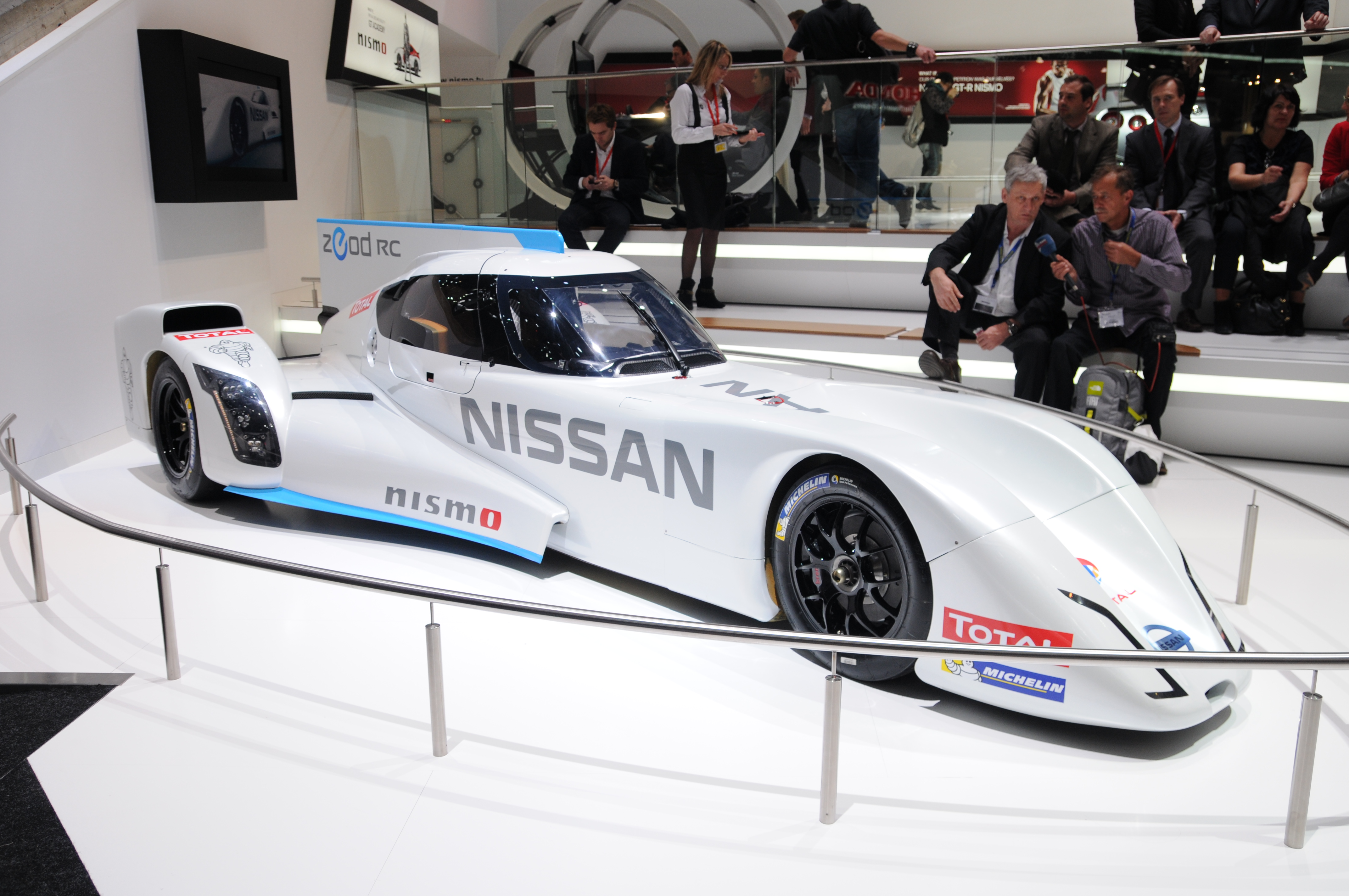
日産・ZEOD RC（2013年）

レース愛好家ダウン子爵のプライベートチームである、ビスカウント・ダウン・レーシングのドライバーとなったRML創業者のレイ・マロックは、1982年に英国のアストンマーティンがニムロッド・レーシング・オートモビルズやティックフォードと共同開発した、グループC（C2クラス）マシンのNRA/C2の開発支援を行い、同年のル・マン24時間レースで自らもステアリングを握ってクラス4位（総合7位）でフィニッシュした。
1984年のRML創業後、1985年に新規開発のC2マシンを投入。1950～70年代にF1やル・マンに参戦した後消滅した英国のレーシングチームを愛好するヒュー・マケイグによって、「エキュリー・エコッセ」の名がそのまま与えられた新チームが運用を担った。マシンはフォード・コスワースエンジンの「C285」とオースティン・ローバーエンジンの「C286」の2仕様が用意され、1986年に世界スポーツカー選手権で富士を含む4戦でC2クラス優勝を飾り、ドライバーズカップ及びチームズタイトルを獲得した。またレイ自身もドライブし、1987年ル・マンでC2クラス2位（総合8位）を獲得した。
1988年にアストンマーティン・AMR1を新たに開発してC1クラスに復帰したが、結果を残せないまま2年でプロジェクトは終焉を迎えた。代わりにRMLは日産ワークスとの仕事を得て、1990年に日産・R90CPのオペレーションを担当し、ル・マン24時間で5時間をリードしたがマシントラブルでリタイアした。以降はツーリングカーレースへと転身した（後述）。
2000年代にフォードのV8エンジンを積んだサリーン・S7Rを開発してスポーツカーレースへと復帰。ドイツのコンラッド・チーム・サリーンとの2チーム体制で、サリーンは2001年にセブリング12時間レースで優勝、さらに同年開幕したELMS（ヨーロピアン・ル・マン・シリーズ）にてサリーンは7戦6勝、RMLはドライバーズ・マニュファクチャラーズ・チームズの3冠を達成した。S7Rは後にフランスのオレカの手に渡って活躍した。
2004年からは同じ英国のMGとローラ・カーズが共同開発したEX257を用いて、LMP675→LMP2クラスへ参戦。2005・2006年とル・マンのLMP2クラスを連覇した。2007年にはル・マン・シリーズのLMP2クラスチャンピオンにもなった。2008年は新型のEX265が投入されたが、これは結果を残せなかった。
2009年からはMGと袂を分かち、マツダ製直4ターボエンジンを搭載したローラ・B08/80で参戦を行った。翌年2010年からは北米ホンダ（HPD）との提携によりエンジンをアキュラ製V8エンジンに切り替え、ル・マン・シリーズのLMP2クラスチャンピオンとなった。2011年にはアキュラ・ARX-01dへマシンをアップデートした。
2012年には日産との提携により「ガレージ56」枠のデルタウィング、2014年に同じくZEOD RCのチームオペレーション、およびエンジンの開発・供給を行った。
2021年にはトヨタ製V6エンジンを搭載したロータス・エミーラのグループGT4仕様を開発、供給を開始している。

## ツーリングカー

### イギリスツーリングカー選手権

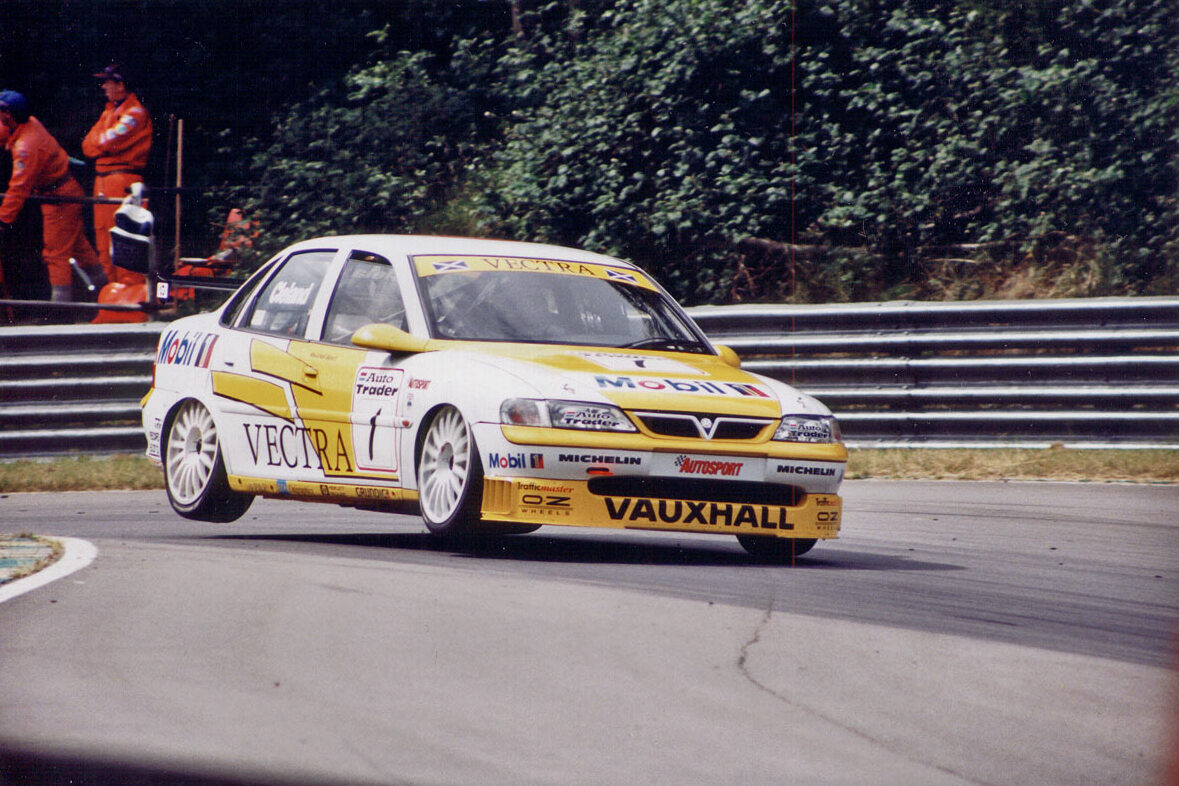
ジョン・クレランドの1996年のベクトラ。RMLのエンジンを積む

1992年からイギリスツーリングカー選手権(BTCC)にエキュリー・エコッセ名義で参戦を開始し、ボクスホールのレーシング用エンジンを開発。同時にボクスホールのチーム運営も担当した。ボクスホール・キャバリエは好成績を残し、参戦4年目となった1995年には、ジョン・クレランドがシリーズチャンピオンを獲得した。翌年は、新型マシンのボクスホール・ベクトラを導入した。しかし、思うように開発は進まず、ジェームス・トンプソンが1勝したのみで、この年限りでボクスホールとの関係は解消した。

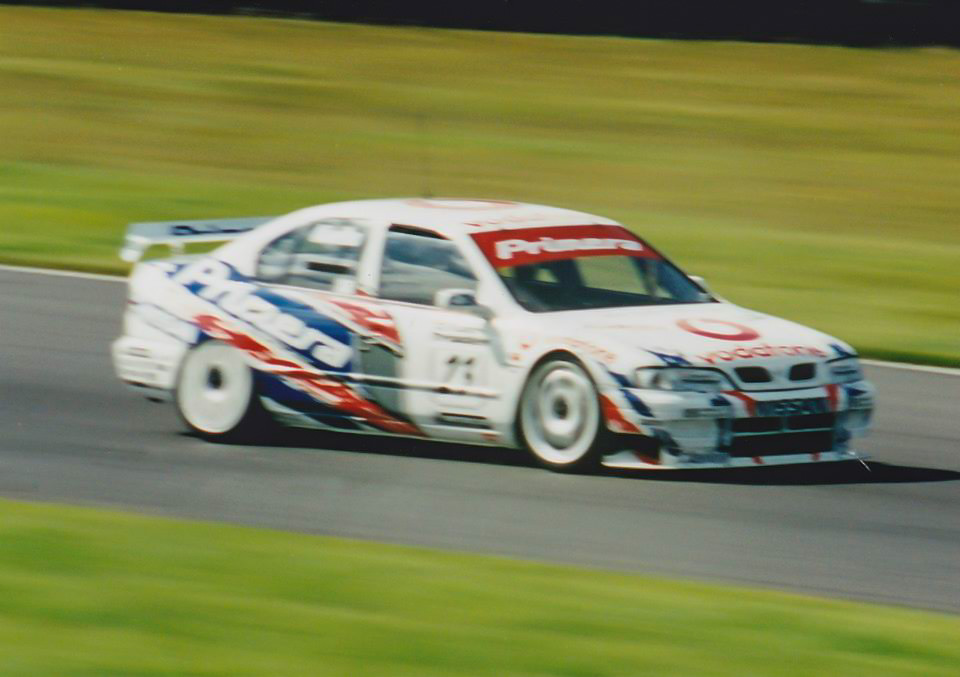
ローレン・アイエロのBTCCプリメーラ。ドライバーチャンピオンを獲得した。

1997年からRMLはBTCCで日産のチーム運営とこのレースに参戦する日産・プリメーラの開発を担当する事になった。また、前年度の全日本ツーリングカー選手権 (JTCC)の最終戦インターTECには、RMLのエンジンを搭載したP10型のプリメーラが参戦し、この年圧倒的な強さを見せた、ホンダ・アコード勢と優勝争いを演じるポテンシャルを見せた。この結果を受けてか1997年のJTCCでは、ニスモから参戦したP11プリメーラにもRMLエンジンが採用され、4勝を挙げている。BTCCでは、インターTECで優勝争いを演じたアンソニー・レイドとRMLのボクスホール・キャバリエをドライブした経験を持つデイビッド・レズリーを起用。優勝は無かったが、合計5回の表彰台を獲得する。翌1998年もこのコンビで参戦して他のチームを上回る合計9勝をマークし、チームと製造者部門のタイトルを獲得した。1999年もこの勢いを保ち、ローレン・アイエロがシリーズチャンピオンに輝き、チームと製造者部門では、連覇を達成。日産はこの年をもってシリーズから撤退した。
日産の撤退後、RMLはBTCCに参戦していなかったが、2004年にセアトのチーム運営に携わる形でシリーズに復帰。2006年まで同チームを運営し、2009年以降は、世界ツーリングカー選手権 (WTCC)でも提携しているシボレーチームを運営。2010年にジェイソン・プラトがシリーズチャンピオンを獲得した。
2016年にNGTC規定のサブフレームやサスペンション、ギアボックスなどの主要コンポーネントを供給する新サプライヤーに就任。従来までのサプライヤーよりも品質・性能が大きく向上した。

### 世界ツーリングカー選手権

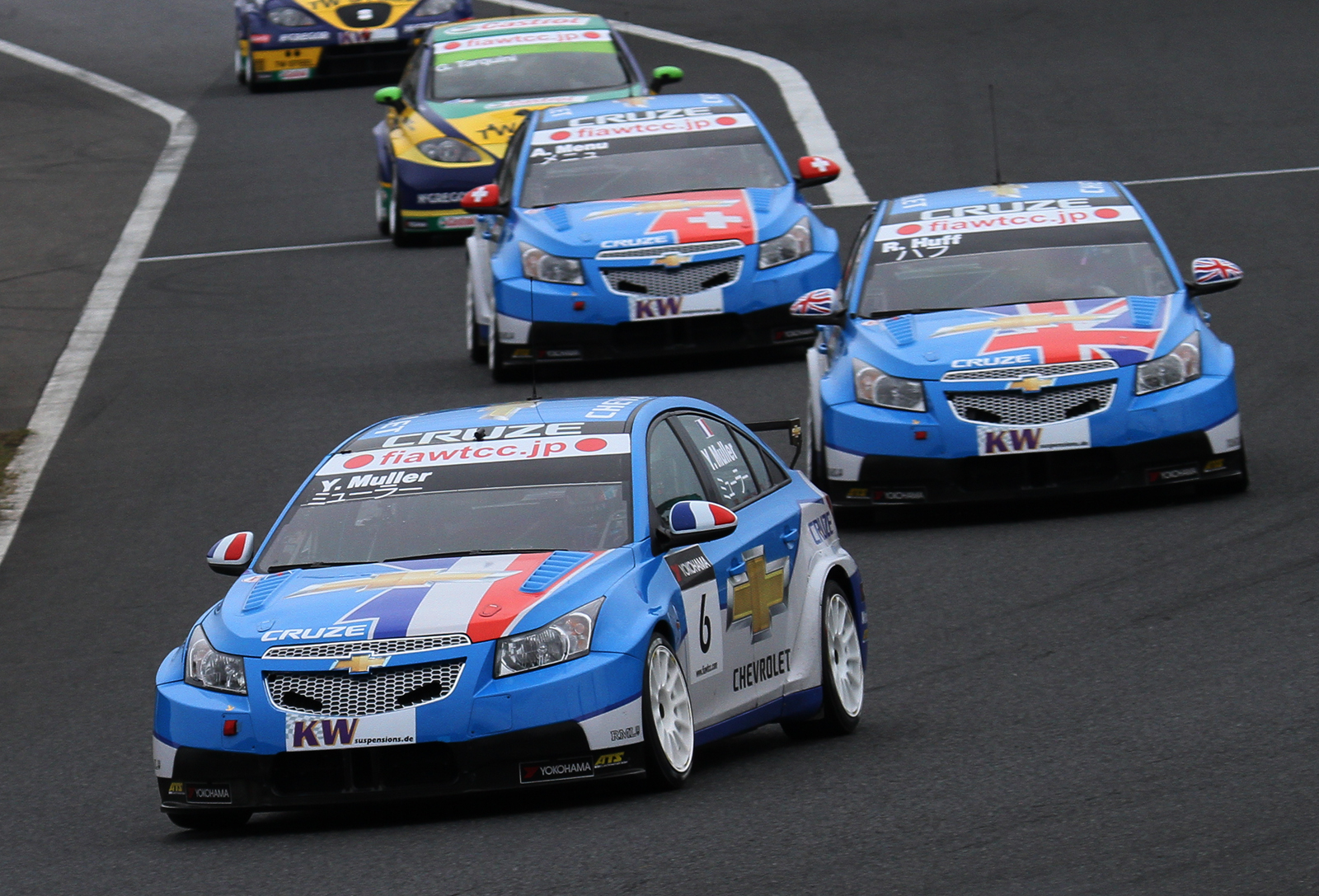
常にトップ3台を占める青いクルーズたちは「ブルートレイン」と呼ばれて恐れられた

BTCCと並行するかたちで、2005年に立ち上がったWTCCにも初年度から参戦。シボレー・ラセッティを投入した。ドライバーはツーリングカーで実績豊富なロバート・ハフ、アラン・メニュ、ニコラ・ラリーニの3人。
当初はBMWやセアトなどに対して苦戦を強いられていたが、徐々に結果は向上し、2006年に2勝、2007年に7勝、2008年も5度優勝した。2009年は新型マシンのシボレー・クルーズを開発し、翌年イヴァン・ミュラーがチャンピオンを獲得。規則変更により1.6L直噴ターボエンジンを新規開発した翌2011年もミュラーが2年連続でチャンピオンに輝き、2012年度も長年所属するハフがドライバーズタイトルを獲得。2013年はシボレーの撤退によりインディペンデントクラスでの参戦となるが、マニュファクチャラー勢が新参のホンダ・ラーダしかいなかったこともあり、ミュラーの手でドライバーズ選手権4連覇を達成した。
2014年のTC1規定導入後はチームとしては参戦していないが、インディペンデントチームにマシン供給を行った。RMLのマシンは、WTCCの誕生から2017年の終焉までの全てを見届けた。

## ラリー

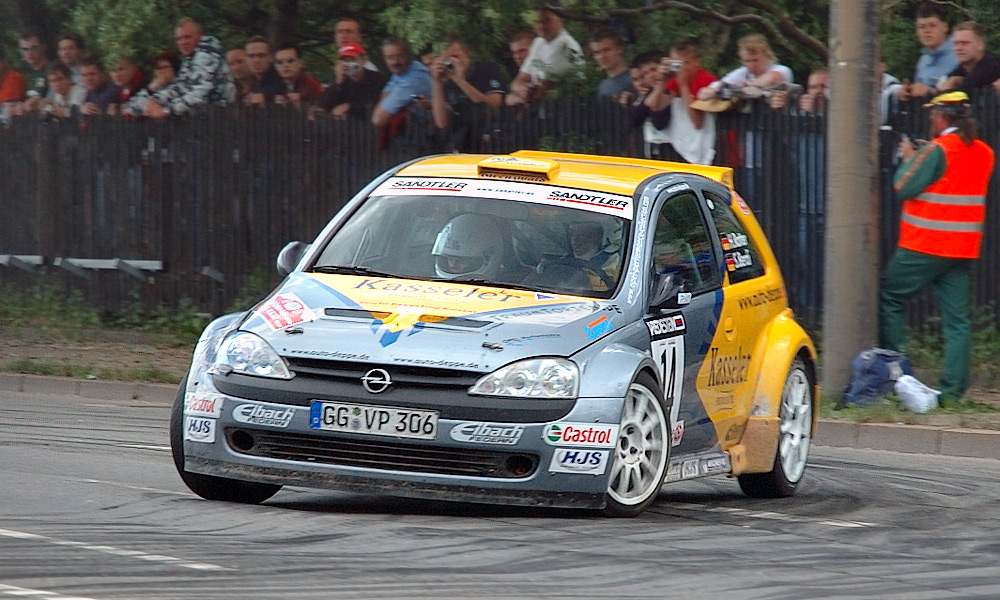
オペル・コルサ S1600

ツーリングカーへの関与から手を引き始めていたオペル/ボクスホールは、RMLとの提携によりアストラのF2キットカーを開発してラリー活動に復帰。1999年にドイツ、ノルウェー、スウェーデン、2000年に英国のラリー選手権でそれぞれタイトルを獲得した。
F2の後継となったスーパー1600規定でもコルサを投入。JWRC（ジュニア世界ラリー選手権）や各国選手権で活躍し、2003年英国のスーパー1600クラスおよびジュニアクラスチャンピオンマシンとなった。

## その他

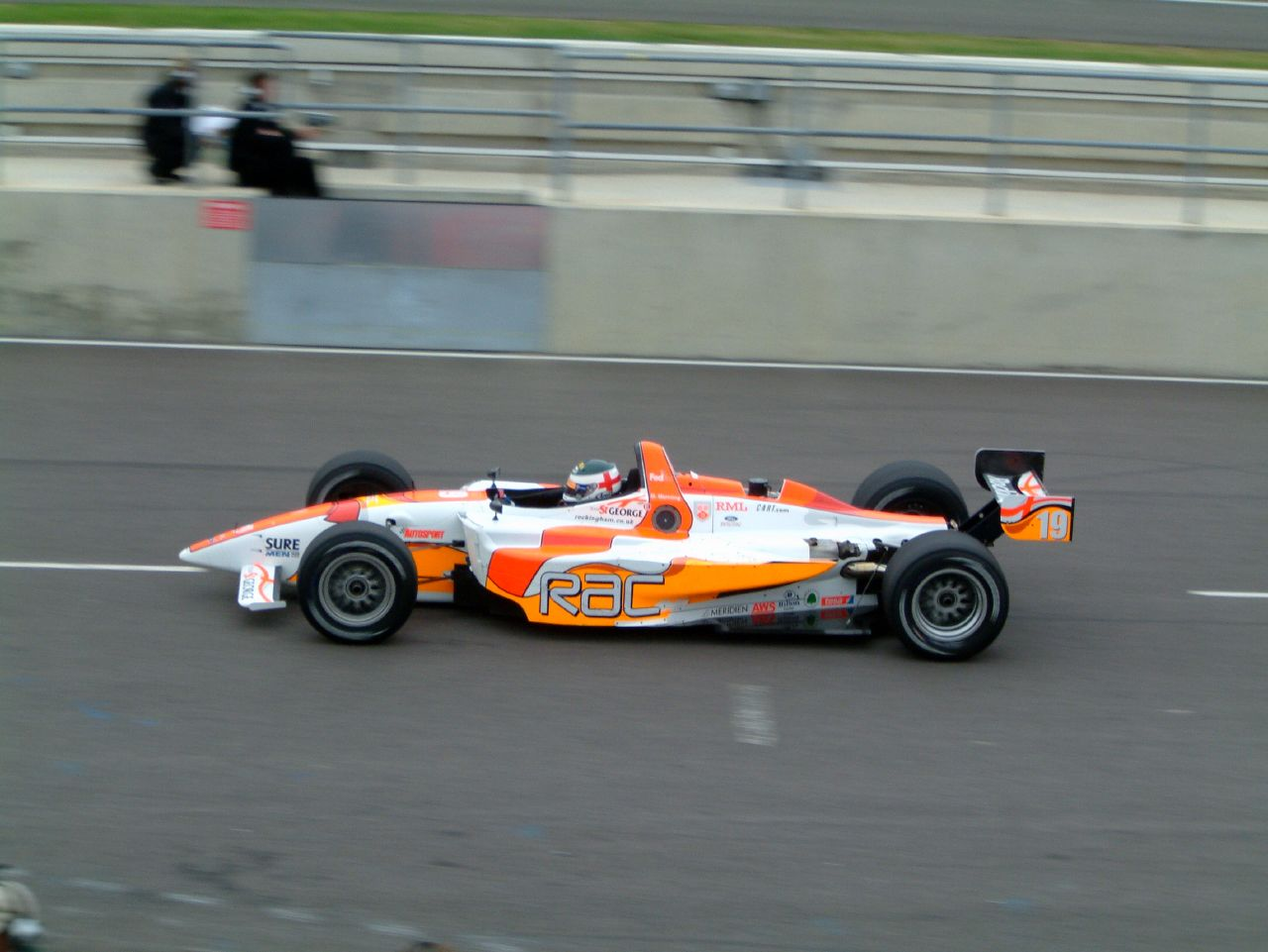
2002年CARTにスポット参戦。エンジンフードにRMLの文字が確認できる

2000年代末期にF1世界選手権への参戦に興味を持っていることを公にしていたが、予算に関する規則の不透明さからエントリーは行わなかった。2018年にはクライアントエンジン開発への関心を示していたことが報じられていたが、現在まで選手権への関与はない。
2002年CARTの英国ラウンド（ロッキンガム500マイル）で、マカオGPウィナーで当時F1のBARホンダのテストドライバーを務めていた英国人のダレン・マニングを擁してスポット参戦。「チーム・セント・ジョージ」名義でデイル・コイン・レーシングとのジョイント体制を敷き、18周をリードして9位でフィニッシュした。これがマニングの翌年のCARTフル参戦に繋がった。
2000年代に開催された、英国のオーバルコースによるストックカーレースのASCARにも参戦し、2002・2003年にチャンピオンを輩出した。

## 市販車

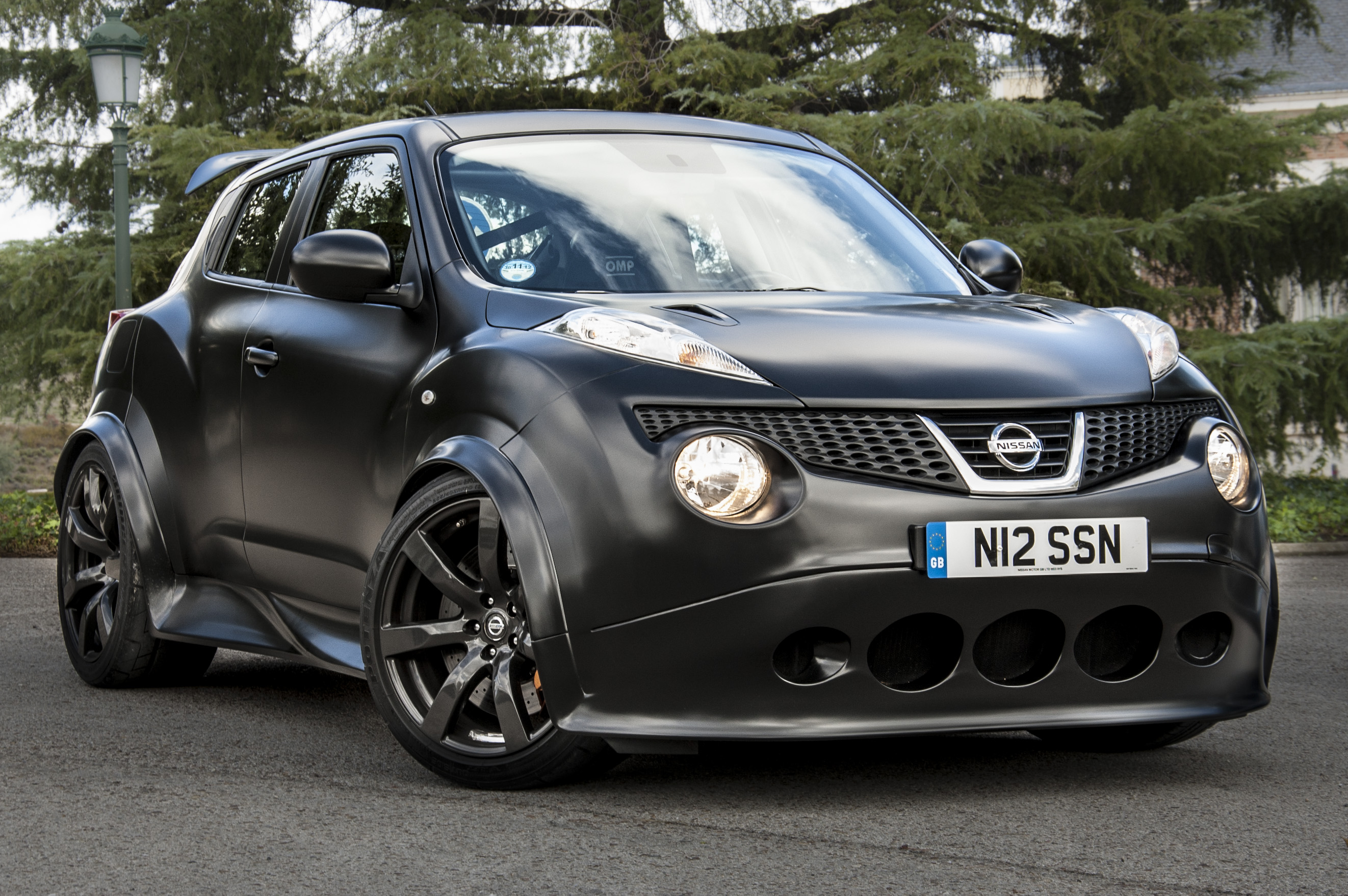
「世界最速のクロスオーバーSUV」ジュークRのプロトタイプ。R35型GT-RのV6ツインターボエンジンと4WDシステムを搭載する

1990年にフォード・GT40のレプリカの生産によって、公道車事業へも参入。1999年にはサリーン・S7の設計を手掛けた。
2008年、当時F1で提携していたメルセデス・ベンツとマクラーレンの協業車となるSLRマクラーレンのワンメイクレース仕様である「722GT」の開発・製造を行った。
2003年にマイクラR、2011年にジュークR、2014年にQ50 オールージュと日産車の高性能モデルもたびたび開発・製造している。
2015年にサーキット専用車のアストンマーティン・ヴァルカンを公道仕様に改造した仕様の開発・製造を行った。
2021年に、1952年型フェラーリ・250GT SWBにオマージュを捧げた「RMLショートホイールベース」を開発・製造した。